# Frederick Bowhill
Frederick William Bowhill (Morar, 1º settembre 1880 – Fulham, 12 marzo 1960) è stato un ufficiale inglese.

## Carriera
Iniziò la sua carriera come un guardiamarina della marina mercantile nel 1896. Nel 1912 frequentò la scuola di volo centrale e nel 1914 gli fu dato il comando della portante idrovolante HMS Empress. Divenne responsabile del comando dell 8ª flotta della Royal Naval Air Service (1915) e Comandante Stazione della RNAS Felixstowe nel 1918. Nello stesso anno ha comandato RNAS Killingholme.
Nel 1920 è stato il Capo di Stato Maggiore del battaglione del capitano Robert Gordon per il grande successo della Battaglia Somaliland. Nel 1931 è stato nominato comandante della zona di combattimento della Difesa di Gran Bretagna e nel 1933 divenne un membro del personale.
Partecipò alla seconda guerra mondiale, inizialmente come comandante-in-capo presso RAF Coastal Command, poi come responsabile del comando di Air Command Ferry RAF, la cui conoscenza del mare permise di identificare correttamente la probabile posizione della corazzata tedesca Bismarck utilizzando Consolidated PBY Catalina permettendo così di affondarla.
Il suo ultimo incarico è stato quello di responsabile del comando della RAF Transport Command nel 1943 prima di ritirarsi nel 1945.